# Przymierze Narodu Polskiego
Przymierze Narodu Polskiego (PNP) – polska prawicowa partia polityczna o charakterze narodowo-katolickim, istniejąca w latach 2009–2013.

## Historia

### 2009
Przymierze Narodu Polskiego zostało zarejestrowane przez Sąd Okręgowy w Warszawie decyzją z 14 kwietnia 2009. Założycielami partii byli profesor Ryszard Kozłowski, Aleksander Nowak i Zbigniew Gubalski. Lider ugrupowania Ryszard Kozłowski 7 czerwca tego samego roku wziął udział w wyborach do Parlamentu Europejskiego. Kandydując w okręgu obejmującym województwo kujawsko-pomorskie z listy Libertas, otrzymał 1408 głosów.

### 2010
2 maja 2010 w Krakowie odbył się kongres PNP, na którym wystąpili m.in. Anna Raźny, Mieczysław Ryba, Witold Tomczak, Sylwester Chruszcz, Janusz Dobrosz, Zygmunt Wrzodak, Elżbieta Barys, Jan Łopuszański, Stanisław Papież, Rafał Wiechecki, Piotr Krutul, Urszula Krupa, Gertruda Szumska, Ludwik Wasiak, Bohdan Poręba i Kazimierz Świtoń.
W pierwszej turze wyborów prezydenckich partia nie poparła żadnego kandydata, a w drugiej turze udzieliła poparcia Jarosławowi Kaczyńskiemu z PiS.
W wyborach samorządowych ugrupowanie wystawiło listy do sejmików w województwach podkarpackim (otrzymało tam 0,97% głosów) i kujawsko-pomorskim (0,86% głosów). Wyniki partii dały jej 0,10% w skali kraju (26. wynik spośród wszystkich komitetów). PNP w województwach kujawsko-pomorskim, mazowieckim i podkarpackim wystawiło także listy do kilku rad gmin i powiatów oraz 3 kandydatów na burmistrzów (którzy zajęli ostatnie miejsca).

### 2011
22 maja 2011 PNP weszło w skład Grupy Roboczej Ugrupowań Patriotycznych i Narodowych „Ojcowizna”, powołanej w celu wspólnego startu w wyborach parlamentarnych kilku ugrupowań prawicowych. W skład grupy weszły również Stronnictwo Ludowe „Ojcowizna”, Liga Polskich Rodzin, Przymierze Ludowo-Narodowe, Stronnictwo Narodowe im. Dmowskiego Romana oraz kilka stowarzyszeń. Ostatecznie do wspólnego startu w wyborach (ani do startu kandydatów PNP) nie doszło.

### 2013
Przymierze Narodu Polskiego nie złożyło sprawozdania finansowego do Państwowej Komisji Wyborczej za 2012 rok. 22 października Sąd Okręgowy w Warszawie wyrejestrował partię.

## Program
Przymierze Narodu Polskiego było przeciwne liberalnej polityce gospodarczej. Opowiadało się za maksymalnym wykorzystaniem polskich zasobów naturalnych (m.in. energii geotermalnej, krystalicznej siarki oraz – w celu produkcji gazu syntezowego i wodoru – węgla kamiennego), a także polskiego potencjału naukowego, kadrowego i produkcyjnego. Optowało również m.in. za powołaniem Agencji Promocji Polskich Produktów Rolnych, ograniczeniem importu produktów spożywczych do Polski, interwencjonizmem państwowym na rynku rolnym i żywieniowym, stosowaniem energii z zasobów odnawialnych, wypowiedzeniem lub renegocjacją umów międzynarodowych, państwową opieką zdrowotną i materialną dla biednych i bezdomnych, dużymi zmianami w systemie podatkowym, wymiarze sprawiedliwości, armii, szkolnictwie i nauce oraz modelem rodziny opartym na nauczaniu Kościoła katolickiego.